# Операция «Клетка обезьяны»
«Обезьянья клетка» (нем. «Affenkäfig») — криптоним антипартизанской операции немецких оккупационных властей в годы Великой Отечественной войны против советских партизан и местного населения в Городокском, Меховском и частично Невельском (Россия) районах в ноябре 1942 года.
Проводилась силами 12-й танковой дивизии, 2-го батальона 406-го полка 201-й охранной дивизии и полицейскими из местных гарнизонов. 11 ноября немецкие карательные части начали стягивать кольцо окружения вокруг лагерей 4-й Белорусской партизанской бригады, под защиту которой перешло население сёл. Маневрируя в лесисто-болотистой местности, партизаны избежали открытых столкновений с противником и закрепились в труднодоступном для противника лесном массиве.
По данным изложенным в «Энциклопедии истории Беларуси», не добившись намеченной цели, немецкие части уничтожили 58 деревень, в том числе было расстреляно более 1200 человек из числа местного населения. В немецком отчёте об операции «Waldwinter» («Зимний лес») отмечалось, что 286-я дивизия не смогла найти скот и продовольствие из-за почти полного уничтожения деревень в Городокском районе в результате проведения операции.